# 比洛濟爾亞
49°18′19″N 31°53′32″E / 49.30528°N 31.89222°E
比洛濟爾亞（烏克蘭語：Білозір'я）是位於烏克蘭中部的村莊，由切爾卡瑟州切爾卡瑟區的比洛濟爾亞市鎮負責管轄。該村處於州府切爾卡瑟西南20公里，2022年人口為8000人。